# Tarikh
 (mars 2023).
Tarikh (ta’rīḫ) est un terme arabe polysémique, qui peut signifier à la fois la datation et l'histoire. Le mot n'existe ni dans la littérature préislamique ni dans le Coran.

## Origine et étymologie
Dans son étude sur l'historiographie musulmane, Franz Rosenthal soutient que l'origine du mot ne ressemble pas aux racines de l'éthiopien ni de l'araméen. D'après ses recherches linguistiques, ta’rīḫ se rapprocherait davantage des langues sudarabique anciennes. Après avoir indiqué les mois et les jours par observation de la lune, le terme prit le sens de la « date », ou d‘« ère » dans les documents de l'administration.

## Évolution historique
La production historiographique musulmane se soucie de remettre les récits qui circulaient dans un cadre politique et religieux. Les premiers ouvrages appartenant à ce genre sont dans un premier temps qualifiés de « ahādīth al-‘Arab wa-ansābuhā » (récits et généalogies des Arabes), expression dans laquelle le second terme qui ressort le plus est ḫabar (pl. aḫbār).
Ibn al-Nadīm, bibliographe du Xe siècle, mentionne le terme ta’rīḫ ; cependant il ne le met jamais en avant pour désigner une spécialité à part entière. Les trois divisions illustrant des récits historiques sont les ahdāth (évènements politiques et militaires), ou al-siyar wa-l-ahdāth, ainsi que les aḫbār. D'ailleurs, al-Ya‘qūbī fait ressortir les trois termes sans distinctions : « Nous avons composé cet ouvrage en nous appuyant sur les traditions des anciens maîtres: savants, transmetteurs et spécialistes des siyar, des akhbār, et des ta’rīkhāt. » Les aḫbārīyūn  sont considérés par 'Abd al-ʻAzīz Dūrī  comme les premiers historiens. Ils compilent les actions notoires du passé (comme la fitna entre Mu'āwiya et ‘Alī). En cela, ils représentent les générations précédent les chroniqueurs. Des auteurs comme Abū Mikhnaf et al-Mada’inī (m. 225/ 839) auraient laissé leurs écrits à des chroniqueurs plus tardifs. Ces sources anciennes ne sont pas parvenues aux orientalistes ni aux historiens contemporains sous leur forme originelle. Le Ta’rīh d'al-Haytham ibn ʿAdī al-Ṭāʾī, ainsi que celui d'al-Ṭabarī, prolongent la méthode des premiers collecteurs d'informations tout en adoptant un titre différent, celui de ta’rīḫ. Selon l'étude de A. Cheddadi (2004), l'histoire transmise par les auteurs de l'Orient musulman médiéval n'adopte pas les mêmes critères épistémologiques que l'histoire telle qu'elle fut conceptualisés au XIXe siècle. Ceci explique l'existence d'une frontière subtile entre les termes siyar, ahdāth et aḫbār.
Malgré la difficulté à saisir la distinction entre les genres littéraires, Cheddadi note une tendance à l'uniformisation de l'historiographie musulmane à partir du IIIe/IXe siècle. Dès le IXe siècle, Khalīfa ibn Khayyāṭ (m. 240/854) met en évidence l'importance du calendrier, qui rythme les obligations jalonnant la vie des croyants à l’exemple du jeûne et du pèlerinage. Son Ta’rīḫ, premier du genre à nous être parvenu, a donc pour objectif de remettre en ordre les événements de l'Islam. A sa suite, les auteurs médiévaux optèrent pour le qualificatif ta’rīḫ  afin de mettre en évidence la mise en ordre chronologique du matériau littéraire, et des chroniqueurs tels qu’al-Ṭabari, al-Ma’sūdī et al-Ya‘qūbī se mirent à composer des histoires universelles. Cheddadi déduit pourtant d'après le catalogue bibliographique de Ibn al-Nadim que la discipline du ta‘rīḫ n'était pas encore conceptualisée comme telle au Xe siècle, alors même que des ouvrages portaient ce titre.

## Débats historiographiques
Bernard Guenée conteste, dans la lignée de Franz Rosenthal, l'idée qu'il existerait dans l'Islam médiéval des historiens dans le sens contemporain du mot. Selon lui, il serait plus adéquat de les décrire comme chroniqueurs ou narrateurs. Fred Donner, de même qu'Alfred-Louis de Prémare, se positionnent de manière tout aussi prudente. D'après ces historiens, les auteurs des premiers siècles de l'Islam s'éloignent par ailleurs de facto de la « culture » historique hellénistique. Peter Brown est plus nuancé : « Ils étaient reconnaissants et respectueux de cet héritage pour ne vouloir ni l'écarter ni l'imiter de façon aveugle, mais pour chercher plutôt à l'utiliser de manière sélective et critique dans la définition de la poursuite de leurs objectifs et de leurs valeurs propres. »